# Gyermely
Gyermely é um município da Hungria, situado no condado de Komárom-Esztergom. Tem 45,47 km² de área e sua população em 2015 foi estimada em 1.464 habitantes.